# Amt Dömitz

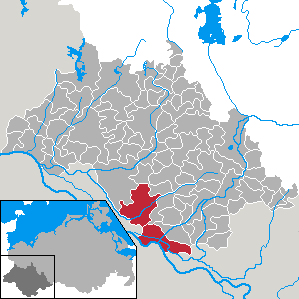
Amt Dömitz im Landkreis Ludwigslust

Im Amt Dömitz im ehemaligen Landkreis Ludwigslust in Mecklenburg-Vorpommern mit Sitz in der Stadt Dömitz waren seit 1992 die sieben Gemeinden Dömitz, Heidhof, Polz, Rüterberg („Dorfrepublik“ 1961 – 1989), Tewswoos, Vielank und Woosmer zur Erledigung ihrer Verwaltungsgeschäfte zusammengeschlossen. 
Der Name der Gemeinde Rüterberg („Dorfrepublik“ 1961–1989) wurde am 1. Juli 2001 in Rüterberg („Dorfrepublik“ 1967–1989) und am 21. Oktober 2002 in Rüterberg umbenannt.
Am 13. Juni 2004 wurden die vormals selbständigen Orte Heidhof, Polz und Rüterberg in die Stadt Dömitz eingegliedert, Tewswoos und Woosmer wurden nach Vielank eingemeindet.
Am gleichen Tag wurde das Amt Dömitz aufgelöst und die Gemeinden zusammen mit den Gemeinden des ebenfalls aufgelösten Amtes Malliß in das neue Amt Dömitz-Malliß eingegliedert.